# Аднан Еркан
Аднан Еркан (тур. Adnan Erkan, нар. 15 січня 1968, Денізлі) — турецький футболіст, що грав на позиції воротаря.
Виступав, зокрема, за клуб «Анкарагюджю», а також національну збірну Туреччини.

## Клубна кар'єра
У дорослому футболі дебютував 1988 року виступами за команду «Коньяспор», у якій провів п'ять сезонів, взявши участь у 18 матчах чемпіонату. 
Своєю грою за цю команду привернув увагу представників тренерського штабу клубу «Анкарагюджю», до складу якого приєднався 1993 року. Відіграв за команду з Анкари наступні сім сезонів своєї ігрової кар'єри. Більшість часу, проведеного у складі «Анкарагюджю», був основним голкіпером команди.
Протягом 2000—2002 років захищав кольори клубу «Денізліспор».
Завершив ігрову кар'єру у команді «Мерсін Ідманюрду», за яку виступав протягом 2002—2003 років.

## Виступи за збірну
У 1996 році дебютував в офіційних матчах у складі національної збірної Туреччини.
У складі збірної був учасником чемпіонату Європи 1996 року в Англії.
Загалом протягом кар'єри в національній команді, яка тривала 1 рік, провів у її формі 1 матч.